# Maxixe (Mosambik)
Maxixe ist die größte und wirtschaftlich bedeutendste Stadt der mosambikanischen Provinz Inhambane.

## Geographie
Die Stadt ist durch eine Bucht von der gegenüberliegenden Provinzhauptstadt Inhambane (Stadt) getrennt.

## Bevölkerung
| Jahr | Einwohner |
| ---- | --------- |
| 1997 | 097.173   |
| 2007 | 108.824   |

In Maxixe leben 108.824 Einwohner (2007).

## Wirtschaft und Infrastruktur
Maxixe verfügt über ein Krankenhaus und acht Gesundheitszentren. Außerdem finden sich hier sechs Banken und sieben Hotels.

## Bildung
In Maxixe gibt es 45 Grundschulen (Primárias) und 4 weiterbildende Schulen (Secundárias).

## Persönlichkeiten
- Mário Fernandes da Graça Machungo (1940–2020), Ministerpräsident von Mosambik
- Carlos Agostinho do Rosário (* 1954), Politiker, seit 2015 Premierminister